# Iwan Tuntuł
Iwan Jakowlewicz Tuntuł, właśc. Janis Tuntulis, ros. Иван Яковлевич Тунтул (ur. 1892 w guberni inflanckiej, zm. 25 maja 1938 w Chabarowsku) – łotewski komunista, radziecki polityk.
W 1907 wstąpił do SDPRR, kilkakrotnie aresztowany i zsyłany, w 1918 był członkiem Uralskiego Obwodowego Komitetu RKP(b), potem komisarzem finansów Uralskiej Obwodowej Rady Komisarzy Ludowych. W latach 1920–1922 sekretarz Uralskiego Biura KC RKP(b), od 16 marca 1921 do 27 marca 1922 członek KC RKP(b), od 1 do 27 marca 1922 zastępca członka Biura Organizacyjnego KC RKP(b), w 1928 wykluczony z partii, w 1930 przyjęty ponownie. Od 7 maja 1931 sekretarz odpowiedzialny Biura Organizacyjnego Dalekowschodniego Komitetu WKP(b) Koriackiego Okręgu Narodowego.
22 marca 1936 aresztowany. 7 kwietnia 1937 aresztowany ponownie, później rozstrzelany.